# 扇町駅 (大阪府)

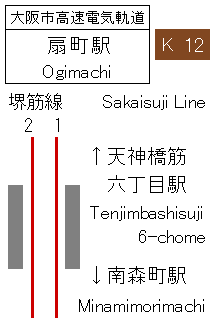
配線図

扇町駅（おうぎまちえき）は、大阪府大阪市北区天神橋四丁目にある、大阪市高速電気軌道 (Osaka Metro) 堺筋線の駅。駅番号はK12。

## 接続する鉄道路線
北改札口を出て1号出入口から徒歩5分の所にあるJR天満駅と乗り換えが可能である。天満駅から天神橋筋六丁目駅までは徒歩10分程度であり、天満駅から阪急淡路駅方面へ向かう場合は天神橋筋六丁目駅を利用する方が安価となる。
また、次駅南森町駅がJR東西線大阪天満宮駅に接続しているため、同線と区別するため「JR環状線は乗り換え」と案内される。これは千日前線玉川駅でも見られる。
- 西日本旅客鉄道（JR西日本） - 天満駅
  -  大阪環状線

## 歴史
現在の天神橋筋（天神橋筋商店街のひとつ西側の筋）には扇橋という名前の橋が天満堀川（現在は埋立。阪神高速12号守口線）に架かっていた。当駅所在地において1913年（大正2年）に開業した大阪市電天神橋西筋線の駅名は扇橋駅で、1966年（昭和41年）の廃止まで駅名に変更はなかった。
なお、市電開通後の1924年（大正13年）に当駅の西方に北扇町・東扇町・西扇町・南扇町の町名が誕生したが、扇町の町名が誕生したのは当駅開業後の1978年（昭和53年）である。

### 年表
- 1969年（昭和44年）12月6日：大阪市営地下鉄堺筋線の天神橋筋六丁目駅 - 動物園前駅間の開通と同時に開業。
- 2018年（平成30年）4月1日：大阪市交通局の民営化により、大阪市高速電気軌道 (Osaka Metro) の駅となる。
- 2023年（令和5年）1月29日：可動式ホーム柵の使用を開始[2]。

## 駅構造
相対式ホーム2面2線を持つ地下駅である。改札口は南北1ヵ所ずつだが、両方とも同じコンコースにつながっている。

### のりば
| 番線 | 路線   | 行先                               |
| ---- | ------ | ---------------------------------- |
| 1    | 堺筋線 | 堺筋本町・日本橋・天下茶屋方面     |
| 2    | 堺筋線 | 天神橋筋六丁目・北千里・高槻市方面 |

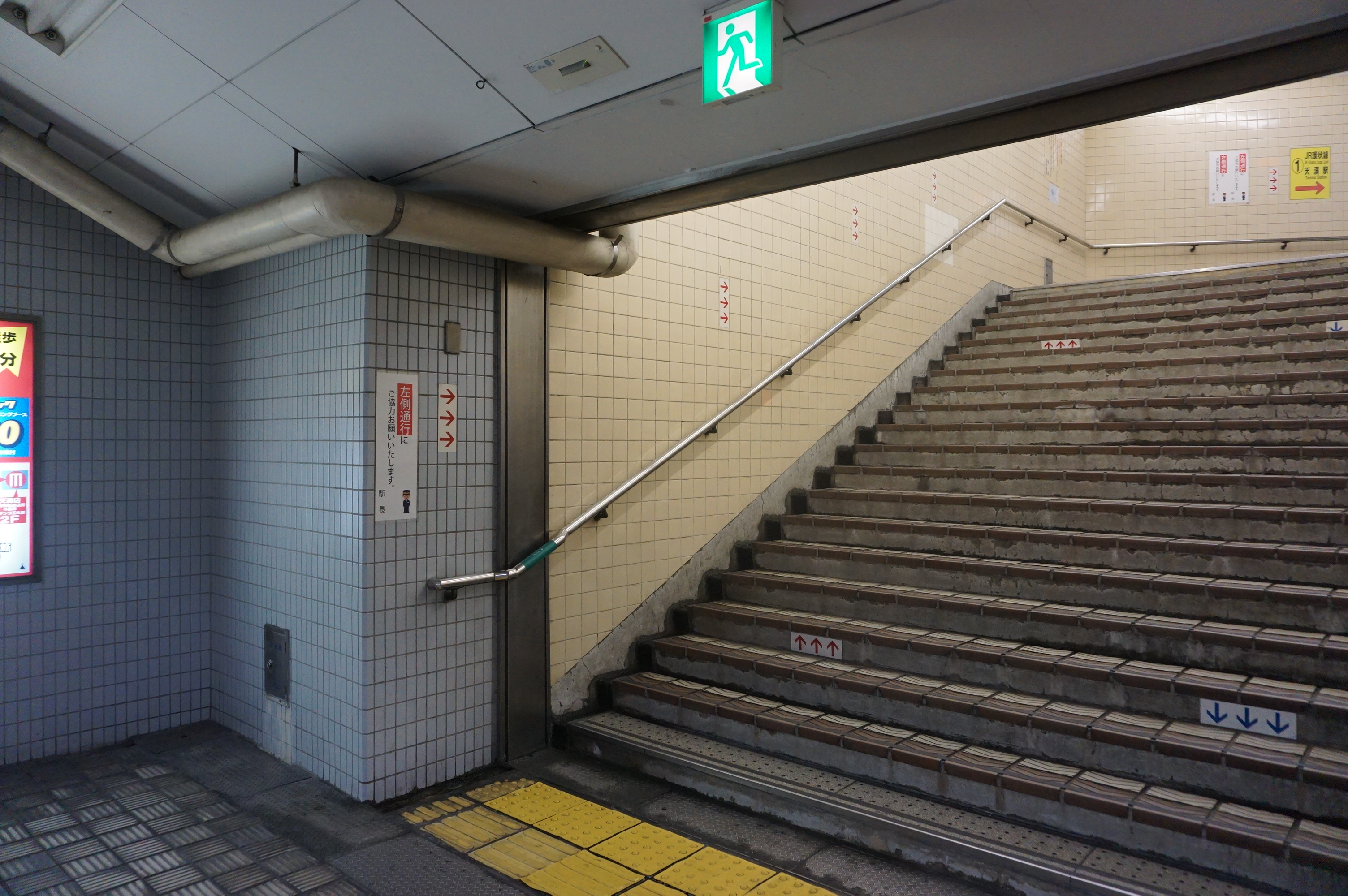
1号出入口に残る昔のタイル
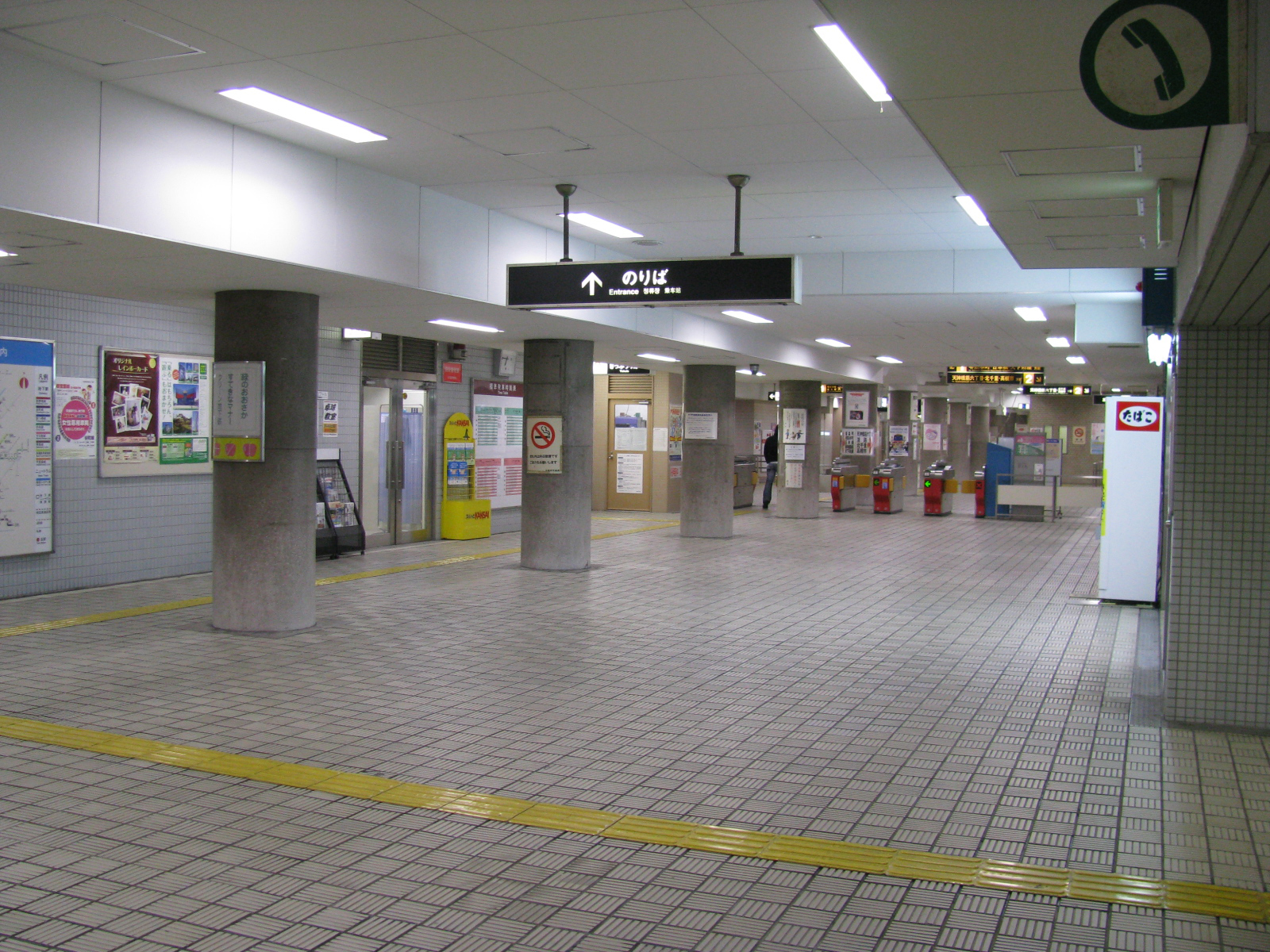
改札口（2008年4月）
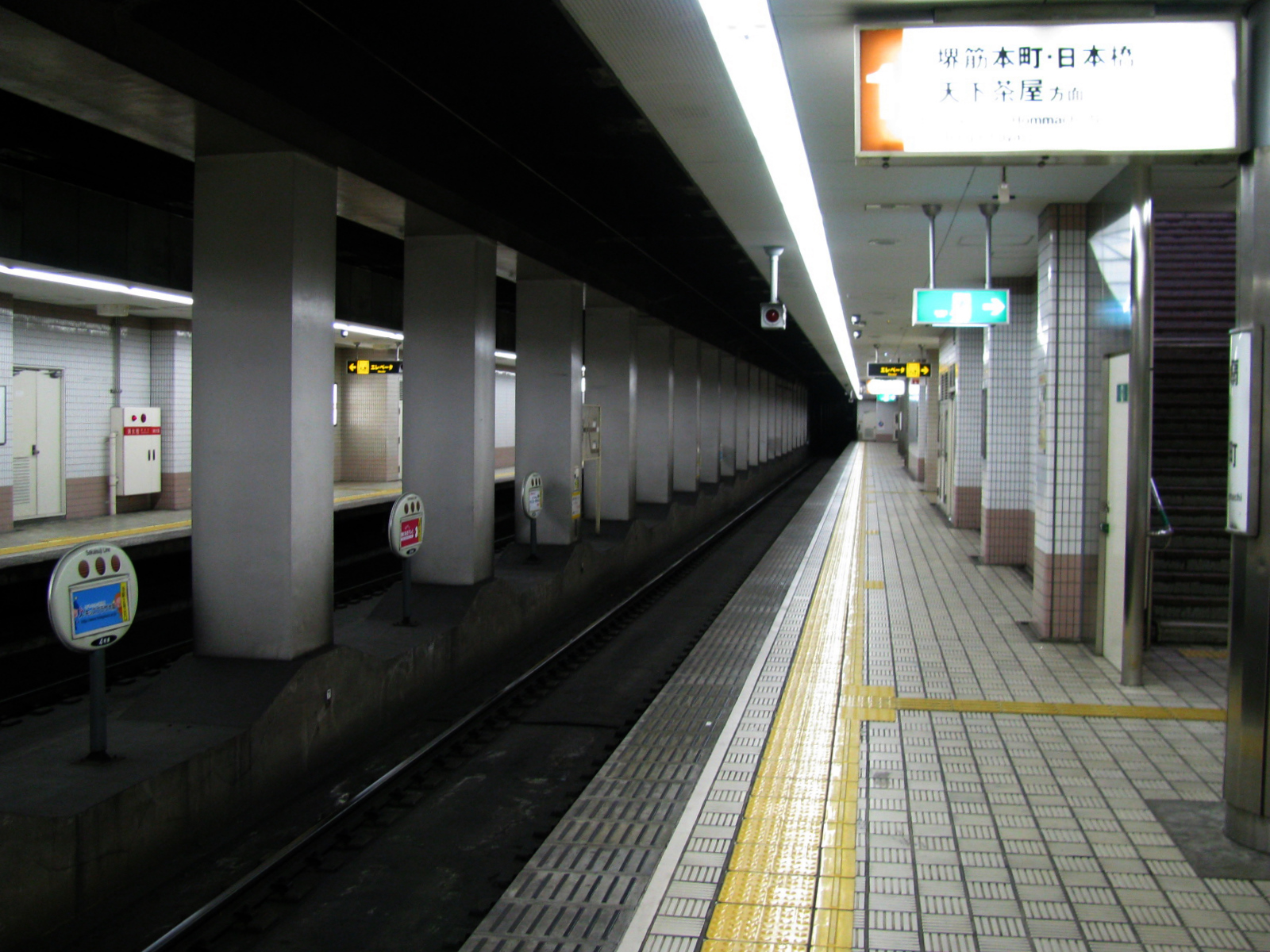
プラットホーム（ホーム柵設置前、2008年4月）
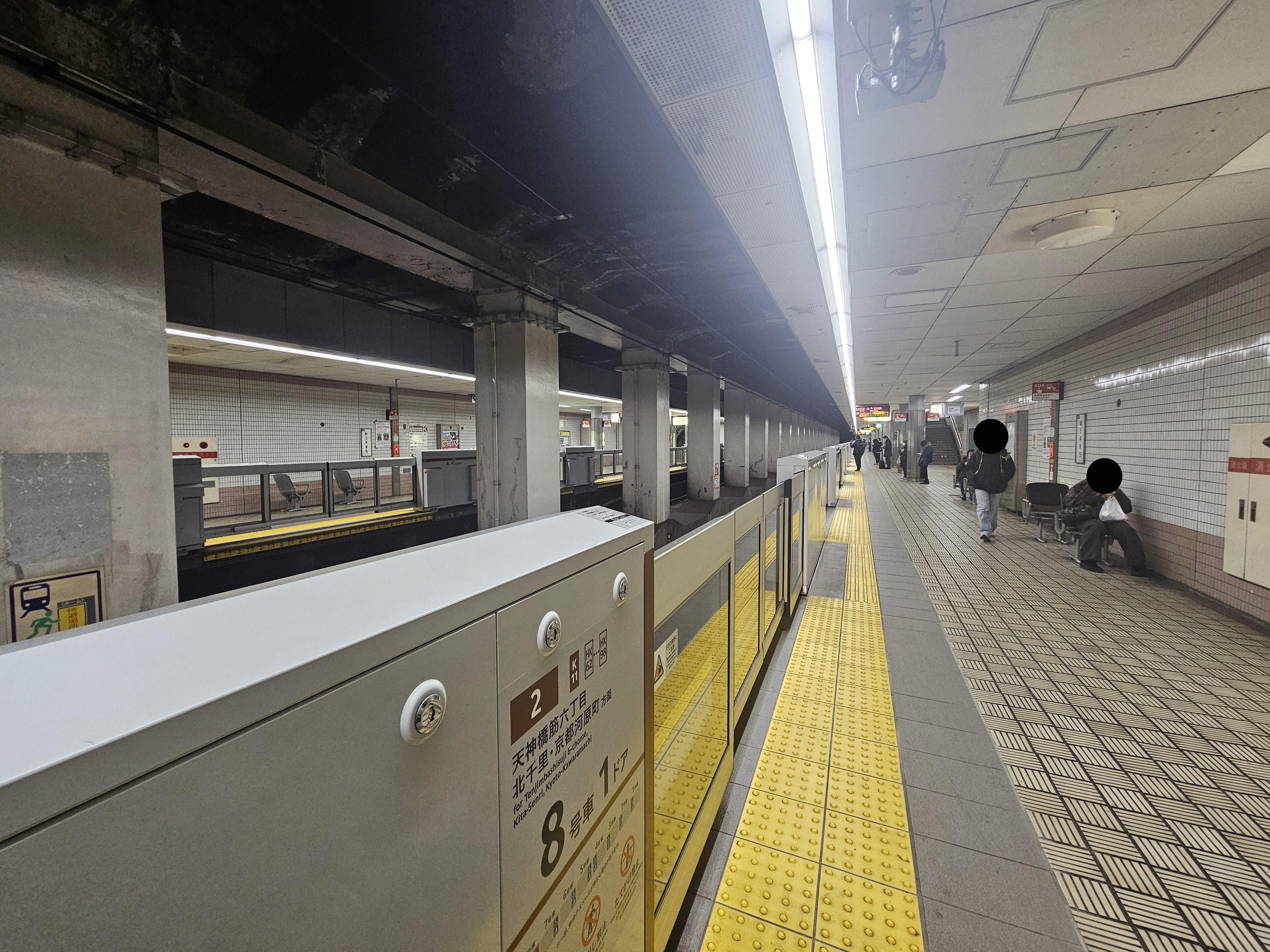
プラットホーム（ホーム柵設置後、2025年2月）

### 出口
| 出口番号 | 出口周辺                                                            | 接続改札 | 備考             |
| -------- | ------------------------------------------------------------------- | -------- | ---------------- |
| 1        | JR環状線天満駅・日本年金機構天満年金事務所 近畿大阪銀行ビル連絡通路 | 北改札   |                  |
| 2A       | 扇町公園・北野病院 大阪市立扇町小学校                               | 北改札   |                  |
| 2B       | 北区役所・北区保健福祉センター・北区民センター                      | 北改札   | エレベーターあり |
| 3        | 環境事業局北事務所                                                  | 南改札   |                  |
| 4        | 環境事業局北事務所                                                  | 南改札   |                  |
| 5        | 北税務署                                                            | 南改札   |                  |
| 6        | 扇町公園                                                            | 南改札   |                  |

## 利用状況
2024年11月12日の1日乗降人員は17,607人（乗車人員：8,393人、降車人員：9,214人）で、堺筋線内の駅で最も乗降人員が少ない駅である。隣の天神橋筋六丁目駅から始発列車が数多く運行されていることなどから一貫して降車人員が乗車人員を大きく上回る傾向にある。特に開業後間もない1969年度の調査では倍以上の差となっている。
各年度の特定日利用状況は下表の通り。なお1969・1995年度の記録については、それぞれ1970・1996年に行われた調査である（会計年度上、表中に記載の年度となる）。
| 年度               | 調査日   | 乗車人員 | 降車人員 | 乗降人員 | 出典          | 出典          |
| 年度               | 調査日   | 乗車人員 | 降車人員 | 乗降人員 | メトロ        | 大阪府        |
| ------------------ | -------- | -------- | -------- | -------- | ------------- | ------------- |
| 1969年（昭和44年） | 01月27日 | 4,190    | 9,477    | 13,667   |               | [ 大阪府 1 ]  |
| 1970年（昭和45年） | 11月06日 | 6,924    | 8,144    | 15,068   |               | [ 大阪府 2 ]  |
| 1972年（昭和47年） | 11月14日 | 7,570    | 8,032    | 15,602   |               | [ 大阪府 3 ]  |
| 1975年（昭和50年） | 11月07日 | 6,373    | 7,685    | 14,058   |               | [ 大阪府 4 ]  |
| 1977年（昭和52年） | 11月18日 | 6,544    | 7,930    | 14,474   |               | [ 大阪府 5 ]  |
| 1981年（昭和56年） | 11月10日 | 7,042    | 8,331    | 15,373   |               | [ 大阪府 6 ]  |
| 1985年（昭和60年） | 11月12日 | 6,853    | 8,165    | 15,018   |               | [ 大阪府 7 ]  |
| 1987年（昭和62年） | 11月10日 | 7,503    | 8,690    | 16,193   |               | [ 大阪府 8 ]  |
| 1990年（平成02年） | 11月06日 | 7,707    | 8,485    | 16,192   |               | [ 大阪府 9 ]  |
| 1995年（平成07年） | 02月15日 | 7,061    | 7,817    | 14,878   |               | [ 大阪府 10 ] |
| 1998年（平成10年） | 11月10日 | 6,897    | 7,464    | 14,361   |               | [ 大阪府 11 ] |
| 2007年（平成19年） | 11月13日 | 6,771    | 7,623    | 14,394   |               | [ 大阪府 12 ] |
| 2008年（平成20年） | 11月11日 | 6,539    | 7,327    | 13,866   |               | [ 大阪府 13 ] |
| 2009年（平成21年） | 11月10日 | 7,048    | 7,703    | 14,751   |               | [ 大阪府 14 ] |
| 2010年（平成22年） | 11月09日 | 6,342    | 7,241    | 13,583   |               | [ 大阪府 15 ] |
| 2011年（平成23年） | 11月08日 | 6,344    | 7,318    | 13,662   |               | [ 大阪府 16 ] |
| 2012年（平成24年） | 11月13日 | 6,693    | 7,635    | 14,328   |               | [ 大阪府 17 ] |
| 2013年（平成25年） | 11月19日 | 6,895    | 7,824    | 14,719   | [ メトロ 1 ]  | [ 大阪府 18 ] |
| 2014年（平成26年） | 11月11日 | 7,097    | 8,099    | 15,196   | [ メトロ 2 ]  | [ 大阪府 19 ] |
| 2015年（平成27年） | 11月17日 | 7,336    | 8,219    | 15,555   | [ メトロ 3 ]  | [ 大阪府 20 ] |
| 2016年（平成28年） | 11月08日 | 7,152    | 8,179    | 15,331   | [ メトロ 4 ]  | [ 大阪府 21 ] |
| 2017年（平成29年） | 11月14日 | 7,639    | 8,466    | 16,105   | [ メトロ 5 ]  | [ 大阪府 22 ] |
| 2018年（平成30年） | 11月13日 | 7,762    | 8,693    | 16,455   | [ メトロ 6 ]  | [ 大阪府 23 ] |
| 2019年（令和元年） | 11月12日 | 7,937    | 8,791    | 16,728   | [ メトロ 7 ]  | [ 大阪府 24 ] |
| 2020年（令和02年） | 11月10日 | 6,640    | 7,421    | 14,061   | [ メトロ 8 ]  | [ 大阪府 25 ] |
| 2021年（令和03年） | 11月16日 | 6,553    | 7,386    | 13,939   | [ メトロ 9 ]  | [ 大阪府 26 ] |
| 2022年（令和04年） | 11月15日 | 7,382    | 8,175    | 15,557   | [ メトロ 10 ] | [ 大阪府 27 ] |
| 2023年（令和05年） | 11月07日 | 7,714    | 8,675    | 16,389   | [ メトロ 11 ] | [ 大阪府 28 ] |
| 2024年（令和06年） | 11月12日 | 8,393    | 9,214    | 17,607   | [ メトロ 12 ] |               |

## 駅周辺

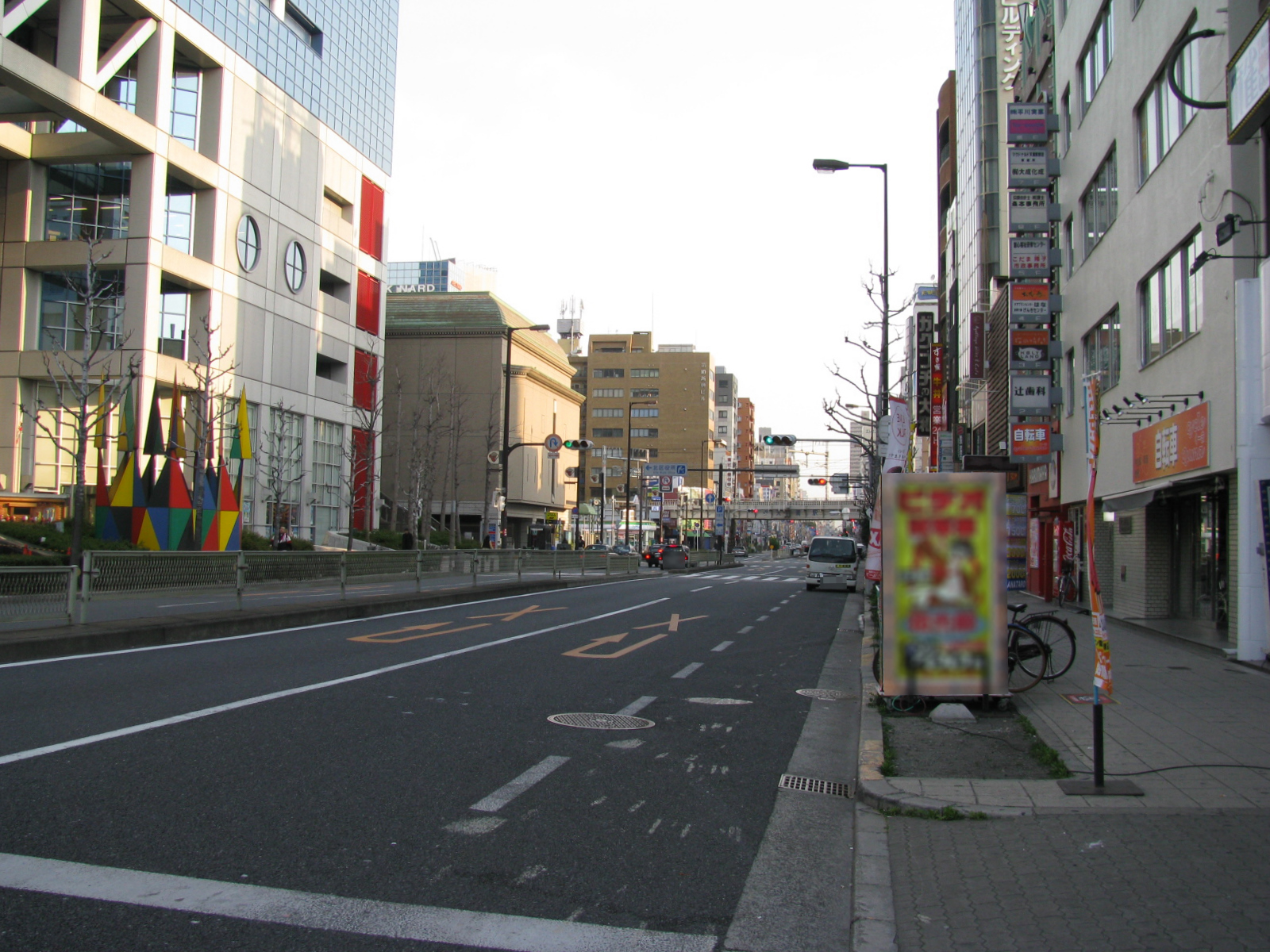
扇町駅駅上付近

駅周辺は、デザイン、編集、放送、webなど、クリエーティブ系のオフィスや広告関連企業が多い。
- 扇町公園
- カンテレ扇町スクエア
  - 関西テレビ放送（同局制作の主要番組の電照式広告がホーム内に掲げられている）
  - キッズプラザ大阪
- 大阪市北区役所
- 大阪市北区民センター
- 大阪天神橋三郵便局
- 北野病院
- i-Mall
  - 医誠会国際総合病院
  - 扇町ミュージアムキューブ
- 山西福祉記念会館
- 大阪YWCA専門学校
- 日本眼鏡技術専門学校
- 日本基督教団扇町教会
- 天神橋筋商店街
- 天五中崎通商店街
- 天満卸売市場
  - ぷららてんま
- 夫婦橋
- 救世軍西日本連隊本部
- 読売新聞大阪本社
  - 報知新聞社大阪本社
- スーパー玉出天神橋店
- 国労大阪会館（国鉄労働組合）
- Osaka Metro谷町線 中崎町駅（徒歩8分程度）
- 阪急オアシス同心店
- 東洋ショー劇場

かつては大阪北逓信病院が付近にあった。

## バス路線
最寄停留所は扇町交差点付近にある扇町となる。以下の路線が乗り入れ、大阪シティバスにより運行されている。
- 37号系統：大阪駅前/井高野車庫前
- 78号系統：大阪駅前/守口車庫前
- 83号系統：花博記念公園北口/大阪駅前

## 隣の駅
大阪市高速電気軌道 (Osaka Metro)
 堺筋線
天神橋筋六丁目駅 (K11) - 扇町駅 (K12) - 南森町駅 (K13)
- ( ) 内は路線と駅番号を示す。

### 記事本文

### 利用状況
1. ↑  路線別駅別乗降人員 - 大阪市高速電気軌道
2. ↑  大阪府統計年鑑 - 大阪府
3. ↑  大阪市統計書 - 大阪市

#### 大阪市高速電気軌道
1. ↑  路線別乗降人員 （2013年11月19日（火）交通調査） (PDF)
2. ↑  路線別乗降人員 （2014年11月11日（火）交通調査） (PDF)
3. ↑  路線別乗降人員 （2015年11月17日（火）交通調査） (PDF)
4. ↑  路線別乗降人員 （2016年11月8日（火）交通調査） (PDF)
5. ↑  路線別乗降人員 （2017年11月14日（火）交通調査） (PDF)
6. ↑  路線別乗降人員 （2018年11月13日（火）交通調査） (PDF)
7. ↑  路線別乗降人員 （2019年11月12日（火）交通調査） (PDF)
8. ↑  路線別乗降人員 （2020年11月10日（火）交通調査） (PDF)
9. ↑  路線別乗降人員 （2021年11月16日（火）交通調査） (PDF)
10. ↑  路線別乗降人員 （2022年11月15日（火）交通調査） (PDF)
11. ↑  路線別乗降人員 （2023年11月7日（火）交通調査） (PDF)
12. ↑  路線別乗降人員 （2024年11月12日（火）交通調査） (PDF)

#### 大阪府統計年鑑
1. ↑  大阪府統計年鑑（昭和45年） (PDF)
2. ↑  大阪府統計年鑑（昭和46年） (PDF)
3. ↑  大阪府統計年鑑（昭和48年） (PDF)
4. ↑  大阪府統計年鑑（昭和51年） (PDF)
5. ↑  大阪府統計年鑑（昭和53年） (PDF)
6. ↑  大阪府統計年鑑（昭和57年） (PDF)
7. ↑  大阪府統計年鑑（昭和61年） (PDF)
8. ↑  大阪府統計年鑑（昭和63年） (PDF)
9. ↑  大阪府統計年鑑（平成3年） (PDF)
10. ↑  大阪府統計年鑑（平成8年） (PDF)
11. ↑  大阪府統計年鑑（平成11年） (PDF)
12. ↑  大阪府統計年鑑（平成20年） (PDF)
13. ↑  大阪府統計年鑑（平成21年） (PDF)
14. ↑  大阪府統計年鑑（平成22年） (PDF)
15. ↑  大阪府統計年鑑（平成23年） (PDF)
16. ↑  大阪府統計年鑑（平成24年） (PDF)
17. ↑  大阪府統計年鑑（平成25年） (PDF)
18. ↑  大阪府統計年鑑（平成26年） (PDF)
19. ↑  大阪府統計年鑑（平成27年） (PDF)
20. ↑  大阪府統計年鑑（平成28年） (PDF)
21. ↑  大阪府統計年鑑（平成29年） (PDF)
22. ↑  大阪府統計年鑑（平成30年） (PDF)
23. ↑  大阪府統計年鑑（令和元年） (PDF)
24. ↑  大阪府統計年鑑（令和2年） (PDF)
25. ↑  大阪府統計年鑑（令和3年） (PDF)
26. ↑  大阪府統計年鑑（令和4年） (PDF)
27. ↑  大阪府統計年鑑（令和5年） (PDF)
28. ↑  大阪府統計年鑑（令和6年） (PDF)